# Вишнёвое (Маловисковская городская община)
Вишневое (укр. Вишневе; до 2016 года — Ульяновка) — посёлок в Маловисковской городской общине Новоукраинского района Кировоградской области Украины.
До 2020 года входил в Маловисковский район
Население по переписи 2001 года составляло 320 человек. Почтовый индекс — 26200. Телефонный код — 5258.